# Juan Osorio Ortiz
Juan Osorio Ortiz (Yucatán, 1957. június 24. –) mexikói producer.

## Élete
Juan Osorio Ortiz 1957. június 24-én született Yucatánban. 1989-ben elkészítette a Mi segunda Madre című telenovellát, melynek főszereplője María Sorté volt. 2009-ben a Mi pecado című telenovellát készítette el. 2011-ben elkészítette az Una familia con suerte című sorozatot.

## Telenovellái

### Mint vezető producer
- Mi marido tiene familia (2017)
- Sueño de amor (2016)
- Szerelem ajándékba (Mi corazón es tuyo) (2014)
- Amit a szív diktál (Porque el amor manda) (2012)
- Una familia con suerte (2011)
- Mi pecado (2009)
- Tormenta en el Paraíso (2007)
- Duelo de pasiones (2006)
- Velo de novia (2003)
- Salomé (2001)
- Sebzett szívek (Siempre te amaré) (2000)
- Esperanza (Nunca te olvidaré) (1999) (első rész)
- Vivo por Elena (1998)
- El alma no tiene color (1997)
- Para toda la vida (1996) (második rész)
- Marisol (1996)
- Si dios me quita la vida (1995) (második rész)
- María José (1995)
- Clarisa (1993)
- Madres egoístas (1991)
- Días sin luna (1990)
- Mi segunda madre (1989)
- La casa al final de la calle (1989)
- Tal como somos (1987)
- El padre Gallo (1986)
- La gloria y el infierno (1986) (második rész)

### Mint produkciós menedzser
- La gloria y el infierno (1986)
- La pasión de Isabela (1984)
- Toda una vida (1981)

### Komikus programok
- El Chapulín Colorado (1977)
- Todo de todo (1992)
- Con Permiso (1996)